# Zeus. Nie żyje
Zeus. Nie żyje – czwarty album studyjny polskiego rapera i producenta muzycznego Zeusa. Wydawnictwo ukazało się 24 listopada 2012 roku nakładem wytwórni muzycznej Pierwszy Milion w dystrybucji Step Records. Materiał został wyprodukowany w całości przez samego Zeusa. Miksowanie i mastering zrealizował Zbigniew „Zbylu” Sarnowski. Z kolei scratche wykonali DJ Cube, DJ Jarzomb oraz DJ Mixair. Oprawę graficzną przygotował Piotr Marciniak. W ramach promocji płyty zostały zrealizowane teledyski do utworów „Znasz mnie”, „Hipotermia” i „Strumień”.
Nagrania dotarły do 7. miejsca zestawienia OLiS. 26 sierpnia 2015 roku płyta uzyskała w Polsce status platynowej sprzedając się w nakładzie 30 tys. egzemplarzy.

## Lista utworów
Opracowano na podstawie materiału źródłowego.
1. „Znasz mnie” (produkcja: Zeus) – 3:16
2. „Mr. Underground” (produkcja: Zeus) – 4:05
3. „Hipotermia” (produkcja: Zeus) – 3:47
4. „Śnieg i lód” (produkcja: Zeus, scratche: DJ Cube) – 3:23
5. „Symfonia smaków” (produkcja: Zeus) – 4:07[A]
6. „ODP.” (produkcja: Zeus) – 3:14
7. „Lekcja patriotyzmu” (produkcja: Zeus, scratche: DJ Mixair) – 3:52
8. „Kobiety swoich mężczyzn” (produkcja: Zeus, scratche: DJ Jarzomb) – 4:05
9. „Muzyka, miłość, przyjaźń”  (produkcja: Zeus, scratche: DJ Cube) – 2:54[B]
10. „Obcy sufit” (produkcja: Zeus) – 3:45
11. „Świt” (produkcja: Zeus) – 3:40
12. „Słońce” (produkcja: Zeus, scratche: DJ Cube) – 3:52
13. „Tony Halik” (produkcja: Zeus, scratche: DJ Mixair) – 3:17
14. „Strumień” (produkcja: Zeus) – 4:22
15. „Gwiazdy” (produkcja: Zeus) – 4:17[C]

Notatki
- A^ W utworze wykorzystano sample z piosenki „Friends or Lovers” w wykonaniu Act I[10].
- B^ W utworze wykorzystano sample z piosenki „Face the Music” w wykonaniu The Dynamic Superiors[10].
- C^ W utworze wykorzystano sample z piosenki „Look at Me” w wykonaniu Bread[10].